# Radar passivo de escaneamento eletrônico

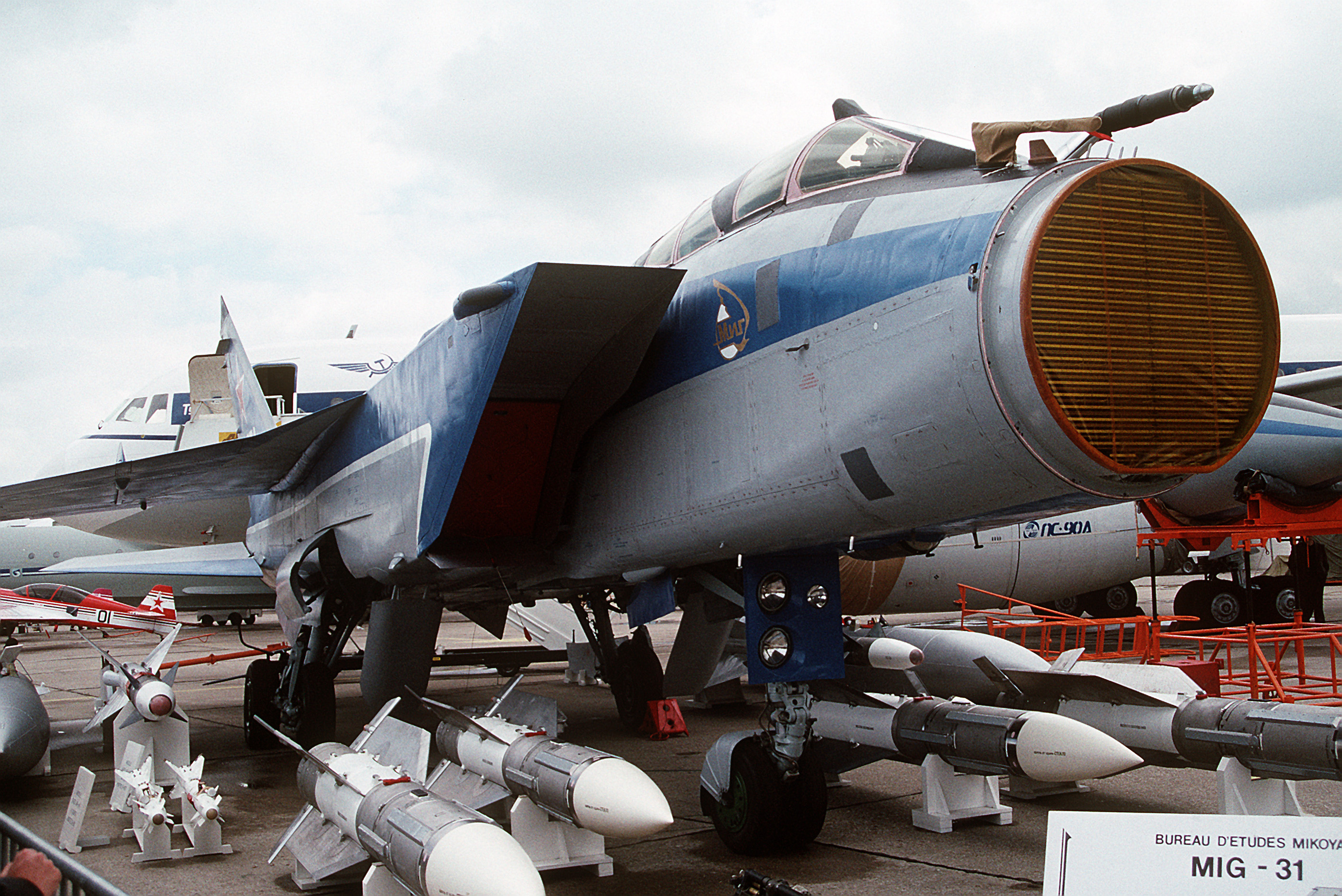
Radar passivo de escaneamento eletrônico Zaslon em um Mikoyan-Gurevich MiG-31

O radar passivo de escaneamento eletrônico (PESA), é um radar de escaneamento que possui uma única fonte de radiofrequência central (feito com magnetron, klystron ou um tubo de transição de ondas), enviando energia múltipla em modulação de frases de troca, o qual envia a energia para elementos individuais na frente de uma antena. Contrasta com o dispositivos de radar de varredura eletrônica ativa (AESA), os quais possuem fontes de frequência para cada elemento de modulação. Um radar PESA é de mais simples construção que um AESA.
A maioria dos radares de fases no mundo são PESA. O sistema de pouso por micro-ondas usa PESA para dispositivos de apenas transmissão. 
Sistemas de radar geralmente trabalham conectados em uma antena para um transmissor de rádio mais poderoso, o qual emite um pequeno pulso de sinal. O transmissor então é desconectado e a antena é conectada para um recebedor sensível, o qual amplifica qualquer eco para dos objetos alvos. Pela medição de tempo que leva para o sinal retornar, o recebedor pode determinar a distancia para o objeto. O recebedor, então, manda o resultado para o output do display do radar. Os elementos transmissores são tipicamente klystron ou magnetron, os quais são adequados para amplificar ou gerar uma estreita faixa de frequências para níveis de potência elevados. Para escanear uma parte do céu, a antena de radar deve ser movida fisicamente para apontar em direções diferentes.

## Lista de radares PESA
- AN/FPQ-16 PARCS em Cavalier Air Force Station
- AN/MPQ-53
- AN/MPQ-65
- AN/SPQ-11 Cobra Judy
- AN/SPY-1 Aegis combat system
- AN/TPQ-36 e AN/TPQ-37 Radars Firefinder
- AN/APY-1/2 Boeing E-3 Sentry
- AN/APY-7 for Northrop Grumman E-8 Joint STARS
- AN/APQ-164 B-1B (Northrop Grumman)
- AN/APQ-181 B-2 Spirit (versão inicial, agora AESA)
- ARTHUR
- EL/M-2026B VSHORAD
- Flap Lid e Tomb Stone para os sistemas SA-10 e SA-20
- Radar Rajendra[1]
- Zaslon, primeiro radar eletrônico em um caça jato (Mikoyan-Gurevich MiG-31)
- N035 Irbis (ver Sukhoi Su-35)
- RBE2 (Rafale)
- NIIP N011M Bars para SU-30MKI
- Leninets V004 (Su-34)
- OPS-12 radar naval
- TRML-3D
- Asr, PESA Iraniano